# Deir as-Sudan
Deir as-Sudan (àrab: دير السودان, Dayr as-Sūdān) és una vila palestina en la governació de Ramal·lah i al-Bireh al centre de Cisjordània, situada 20 kilòmetres al nord-oest de Ramal·lah. Segons l'Oficina Central d'Estadístiques de Palestina (PCBS), tenia 2.548 habitants en 2016. El seu nom vol dir «monestir dels negres».